# 头孢唑肟
头孢唑肟（英文名Ceftizoxime）也称为“安保速灵”“安普西林”“头孢去甲噻肟”“去甲噻肟头孢菌素”或“去甲酰氧甲基唑肟头孢菌素”，是一种不经肠的第三代头孢菌素，常以头孢唑肟钠的形式生产。头孢唑肟常态下为白色或淡黄色结晶。
头孢唑肟的分子结构与其他第三代头孢菌素不同，该抗生素的C-3支链被除去以防止其被酶水解而失去抗菌活性。
头孢唑肟的性质与头孢噻肟相近，但头孢唑肟不受代谢影响。

## 药理毒理
头孢唑肟为半合成头孢菌素，抗菌谱较广，与头孢噻肟相似。其对部分革兰氏阳性菌有中度的抗菌作用，而对革兰氏阴性菌的作用较强。
头孢唑肟的抗菌谱覆盖了金黄色葡萄球菌、链球菌属、肺炎球菌、流感嗜血杆菌、肺炎链球菌、大肠杆菌、肺炎克雷白杆菌、奈瑟菌、沙雷杆菌、枸橼酸杆菌、各型变形杆菌、伤寒杆菌、痢疾杆菌、消化链球菌、消化球菌、梭状芽胞杆菌及肠细菌属等。耐第一代头孢菌素和庆大霉素的一些革兰阴性菌可对头孢唑肟敏感。但粪链球菌和耐甲氧西林的葡萄球菌对该抗生素不敏感。

## 适应症
头孢唑肟主要用于敏感细菌所致败血症，呼吸系统感染、泌尿系统及生殖系统感染、胸膜炎、腹膜炎、胆囊炎、宫腔感染、阑尾炎、脑膜炎、创伤和烧伤等继发感染。由于头孢唑肟最终经肾脏代谢，所以其对肾盂肾炎及尿路感染疗效尤为显著。

## 用法用量
头孢唑肟口服不吸收，所以一般以静脉注射方式使用。
头孢唑肟静注0.5g5min后血药浓度为59μg/mL，30min后约为25μg/mL，有效血药浓度约可维持约4h。

## 代谢
头孢唑肟在体内几乎不代谢，主要由尿液排出。静注1g后8h，尿药浓度可达30μg/mL。
该抗生素注射入体内后在体内分布较广，可渗入各种体液（包括脑脊液）。头孢唑肟的生物学半衰期约为1.2h。